# Мераб Мамардашвили
Мераб Константинович Мамардашвили (на руски: Мера́б Константи́нович Мамардашви́ли) е грузински философ, доктор на философските науки от 1968 г. и професор от 1972 г.

## Биография
Роден е в семейство на военнослужещ. В 1955 година завършва философския факултет при Московския държавен университет.
Мамардашвили е един от основателите на Московската логическа школа (1952). В школата участват още Борис Грушин, Александър Зиновиев и Георгий Щедровицкий.
Работи в Москва до 1987 година, а после в Грузия. От 1968 година до 1987 година е редактор на научното списание „Вопроси философии“ (Философски въпроси), професор в Московския държавен университет и старши научен сътрудник в Московския философски институт към Руската академия на науките. От 1987 година до 1990 година Мамардашвили оглавява департамента на философския институт „Церетели“ към Грузинската академия на науките и е професор в Тбилиския държавен университет.
Повлиян от немската класическа философия (по специално от Кант) Мамардашвили обогатява теорията на възприятието. „Сократическият“ характер на философията на Мамардашвили най-пълно се разкрива в многобройните лекции, които чете както в Московския, така и в университети във Франция, Германия и други страни.
Умира през 1990 година в Москва. Погребан е в Тбилиси.
През май 2001 година в Тбилиси е издигнат негов паметник.